# Enkaustika
Enkaustika je stara, zaboravljena tehnika i još uvijek se pokušava saznati način postupka. Tek se nagađa kakav je mogao biti postupak. Slična je uljanoj tehnici, ali razlikuje se po tome što boje nisu sastavljane od ulja niti se miješaju lanenim uljem ili terpentinom, i ne polažu se na platnenu podlogu kistom, nego se, vezane voskom, postavljaju metalnim štapićem na drvenu podlogu, na mramornu ili bjelokosnu pločicu. Nakon slikanja vjerojatno je umjetnik ohlađeni vosak ponovno zagrijavao usijanim željezom da bi spojio plohe različitih boja.
Enkaustika je neobična tehnika. U al Faiyumu, u donjem Egiptu, bilo je vrlo popularno postavljati portrete pokojnika na grobovima. Prikazan je jedan primjer od tih portreta. Vidljiva je izvrsna očuvanost boja. A slika je stara 1800 godina! Te su boje neobično otporne. Nekoć su bile korištene i za slikanje Bogorodica s Isusom djetetom u ranom bizantinskom razdoblju. Nakon toga se počinje koristiti tempera te tako nestaje ta neobična tehnika.

## Povijest
Najznačajniji primjeri tehnike vezani su uz Fayum, mjesto u Egiptu, te su nastali između 100 i 300 godine. Ovu tehniku koristili su i neki sjevernoamerički umjetnici u prošlom stoljeću, prije svega Jasper Johns. Tehniku je koristio i meksički umjetnik Diego Rivera.
U 20. stoljeću, tehniku je oživio Fritz Faiss (1905. – 1981.), student Paula Klee-a i Wassilya Kandinskog na Bauhausu, zajedno s Dr. Hans Schmid-om, te su ponovo otkrili i način izrade tkz. punskog voska, posebnog teže topivog voska koji spominju stari grčki izvori. 

## Vanjske poveznice
- Early Icons from St. Catherine's, The Sinai
- Annual International Encaustic Conference